# Sousaichnium
Sousaichnium (лат.) — ихнород травоядных динозавров из семейства Iguanodontidae. Жили в меловом периоде Южной Америки. Два ихновида этого рода известны только по ископаемым следам. Ихновид Sousaichnium pricei назван и описан Leonardi в 1979 году. Ихновид Sousaichnium monettae назван и описан Calvo в 1991 году. Видовое имя дано в честь директора Музея естествознания при Национальном университете города Сан-Хуан, Аргентина.

## История исследования
Типовой экземпляр Sousaichnium pricei — SOPPa, представляющий собой 32 отпечатка лап, обнаружен в местонахождении Passagem das Pedras в слоях формации Sousa, датированных берриасом — готеривом (около 145—130 млн лет назад), штат Параиба, Бразилия.
Типовой экземпляр Sousaichnium monettae — MUCPv 71, представляющий собой отпечаток левой лапы, обнаружен в слоях формации Rio Limay, датированных альбом — сеноманом (около 99—94 млн лет назад), провинция Неукен, Аргентина.
Meyer в 2000 году рассматривал отпечатки Sousaichnium monettae и Bonaparteichnium tali как младшие синонимы Limayichnus major, относимого в свою очередь к тероподам.

## Описание и классификация
Sousaichnium pricei демонстрирует удлинённые отпечатки пяток, разрушенную грунтом внутреннюю поверхность следа, отсутствие отпечатков когтей. Perez-Lorente в 1993 году отметил, что удлинённые отпечатки представляют собой метатарзальные следы. Sousaichnium pricei был отнесён Leonardi к игуанодонтидам. Однако следы плохой сохранности (то есть метатарзальные отпечатки, разрушенная грунтом внутренняя часть следа и т. д.). Calvo, соответственно, отнёс Sousaichnium monettae к игуанодонтидам. Следы этого динозавра также характеризуются метатарзальными отпечатками. Такие следы могут быть следствием особой походки животного, местности с уклоном, деформирующим действием грунта и т. д. Таким образом, Dias-Martinez и коллеги считают Sousaichnium pricei и Sousaichnium monettae nomen dubium среди орнитопод.